# Per Gessle
Per Håkan Gessle (Halmstad, Suécia, 12 de janeiro de 1959) é um cantor e compositor sueco. Junto com Marie Fredriksson formou o duo Roxette em outubro de 1986. Integra também o grupo Gyllene Tider como vocalista e guitarrista desde 1978 e lançou diversos álbuns solo.
Em 2009 Per Gessle encerrou a turnê européia "The Man Of Roxette" e, junto com Marie Fredriksson, anunciou o retorno da dupla e a participação do Roxette numa série de shows no festival europeu Night Of The Proms, ocorridos no mês de outubro.
Após o festival, Per e Marie entraram em estúdio e gravaram o novo álbum da dupla, Charm School, lançado em fevereiro de 2011.

## Vida pessoal

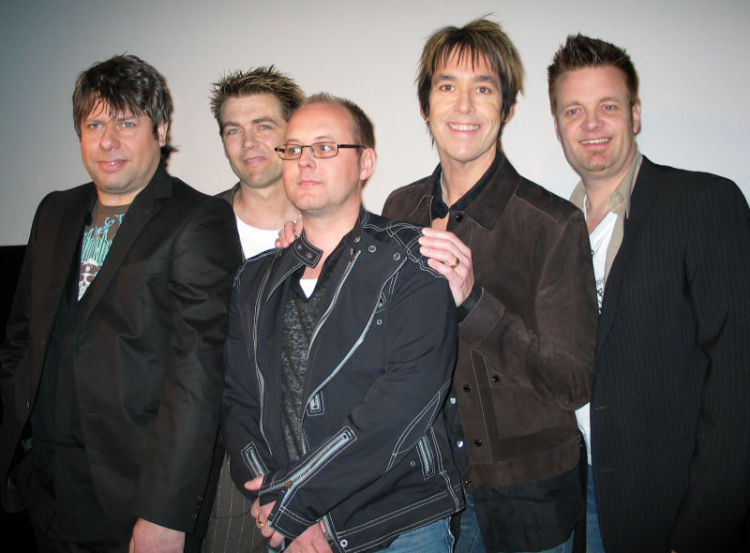
Golden Times em conferência de imprensa em Estocolmo, março de 2004. Foto tirada por Thomas Evensson. A partir da esquerda: Mats Persson, Anders Herrlin, Göran Fritzon, Per Gessle e Micke "Syd" Andersson

Gessle é o filho mais novo do encanador Kurt Gessle (1917-1978) e Elisabeth Gessle (1925-2013). Ele tinha um irmão mais velho, chamado Bengt (1950-2014) e uma irmã mais velha Gunilla (1944-2016). Gessle se casou com sua namorada de longa data Åsa Nordin (1961) em 1993 na Igreja Västra Strö, Eslöv, Suécia. A recepção do casamento foi consumada nas cercanias do Castelo de Trollenäs. O casal têm um filho, Gabriel Titus, nascido em 5 de agosto de 1997.

## Discografia
- Per Gessle (1983)
- Scener (1985)
- Demos 1982-'86 (1992)
- På väg 1982-'86 (1992, box)
- Hjärtats Trakt (1993)
- The Lonely Boys (com Nisse Hellberg) (1996)
- The World According to Gessle (1997)
- Hjärtats Trakt - En Samling (1997)
- Mazarin (2003)
- Son of a Plumber (2005)
- En Händig Man (2007)
- Kung Av Sand - En Liten Samling 1983-2007 (2007)
- Party Crasher (2008)
- Gessle Over Europe (2009)
- The Per Gessle Archives (2014)
- En vacker natt (2017)
- En vacker dag (2017)
- Small Town Talk (2018)
- Mind Control (as Mono Mind) (2019)
- Gammal kärlek rostar aldrig (2020)

### Singles
| Ano  | Single                                             | Posição | Certificações |
| Ano  | Single                                             | SWE     | Certificações |
| ---- | -------------------------------------------------- | ------- | ------------- |
| 1997 | "Do You Wanna Be My Baby?"                         | 1       | Gold          |
| 1997 | "Kix"                                              | 28      | —             |
| 1997 | "I Want You to Know"                               | 48      | —             |
| 2002 | "I Wanna Be Your Boyfriend"                        | 44      | —             |
| 2003 | "Här kommer alla känslorna (På en och samma gång)" | 1       | Platinum      |
| 2003 | "På promenad genom stan"                           | 20      | —             |
| 2003 | "Tycker om när du tar på mej"                      | 9       | —             |
| 2005 | "C'mon"/"Jo-Anna Says"                             | 5       | —             |
| 2006 | "Hey Mr. DJ"                                       | 23      | —             |
| 2006 | "I Like It Like That"                              | 47      | —             |
| 2007 | "En händig man"                                    | 1       | —             |
| 2007 | "Jag skulle vilja tänka en underbar tanke"         | 29      | —             |
| 2007 | "Pratar med min müsli (hur det än verkar)"         | 47      | —             |
| 2008 | "Silly Really"                                     | 1       | —             |
| 2008 | "I Didn't Mean to Turn You On"                     | 47      | —             |
| 2009 | "Sing Along"                                       | 41      | —             |
| 2017 | "Småstadsprat" (with Lars Winnerbäck)              | 72      | —             |
| 2018 | "Name You Beautiful" (featuring Helena Josefsson)  |         | —             |
| 2020 | "Mamma/Pappa" (featuring Helena Josefsson)         | 72      | —             |

Mono Mind
| Ano  | Single                                    | Posição   | Posição | Posição   | Posição  | Posição          | Posição        | certificações |
| Ano  | Single                                    | BEL Dance | BEL BU  | FRA Radio | US Dance | US Dance Airplay | US EDM Digital | certificações |
| ---- | ----------------------------------------- | --------- | ------- | --------- | -------- | ---------------- | -------------- | ------------- |
| 2017 | "Save Me a Place" (Bridge & Mountain Mix) | —         | —       | —         | —        | 2                | 19             | —             |
| 2018 | "Save Me a Place" (Hugle Mix)             | 13        | 41      | 8         | —        | —                | —              | —             |
| 2018 | "LaLaLove"                                | —         | —       | —         | 21       | —                | —              | —             |

Notes
Outros singles
- 1983: "Om du har lust"
- 1985: "Blå december"
- 1985: "Galning"
- 1986: "Inte tillsammans, inte isär"

## Videografia
- En mazarin, älskling? (2003)
- Gessle Over Europe (Bonus DVD)
- En händig man på turné (2007)
- En Vacker Kväll, Live På Brottet Halmstad (2018)